# 耶律天祐
耶律天祐，蒙古帝国将领。契丹族。河北西路安抚使耶律忒末的儿子。
耶律天祐早年跟随父亲在金朝出仕为官。1214年，与父亲率众三万投降成吉思汗，被任命为招讨使。1221年，和父亲一起攻掠邢州、洺州、磁州、相州、怀州、孟州等地。次年，耶律忒末致仕，耶律天祐承袭其父官职，担任河北西路安抚使。跟从元帅史天倪攻取益都诸城，攻掠沧州、棣州，于是他兼任沧州、棣州达鲁花赤。用计攻取金朝盐山卫镇盐场，每年运盐四千席，以供军用。1224年，攻克大名（今河北省大名县）。次年，金朝降将武仙据真定（今河北省正定县）再反蒙古，耶律天祐乘夜逃出，领蒙古军再克城池。于是受命镇守赵州（今河北赵县）。1226年，武仙再来攻打，杀害其父耶律忒末。耶律天祐率众死战，在栾城、元氏、高邑、柏乡等县多次击败武仙。后因监军张林暗中勾结武仙，赵州失守。次年，收复赵州城杀死张林。以功加奉国上将军、洺州征行元帅，兼赵州安抚使。因受伤而致仕，定居赵州。其孫耶律世枻官至朝列大夫、江西榷茶都转运使。